# 图韦拉克
图韦拉克（法語：Touvérac，法語發音：[tuveʁak]）是法国夏朗德省的一个市镇，位于该省西南部，属于干邑区。

## 地理
图韦拉克（45°22'52"N, 0°12'43"W）面积18.19 平方千米，位于法国新阿基坦大区夏朗德省，该省份为法国西部内陆省份，北起德塞夫勒省和维埃纳省，东临上维埃纳省，东南至多尔多涅省，南至多爾多涅省，西接滨海夏朗德省。
与图韦拉克接壤的市镇（或旧市镇、城区）包括：拜涅-圣拉德贡德、布瓦布勒托、孔代翁、奥里奥勒、勒塔特尔、蒙梅拉克。

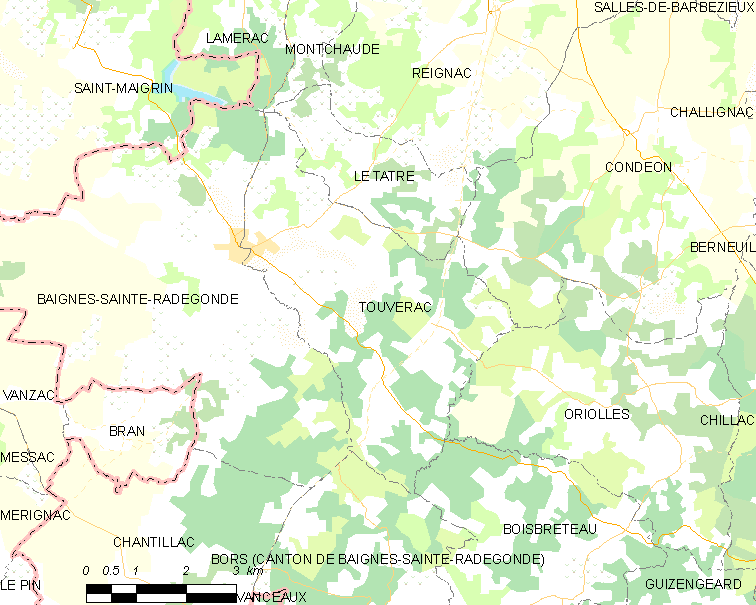
图韦拉克的OSM定位图

图韦拉克的时区为UTC+01:00、UTC+02:00（夏令时）。

## 行政
图韦拉克的邮政编码为16360，INSEE市镇编码为16384。

## 政治
图韦拉克所属的省级选区为夏朗德南县。

## 人口

1962-2008年间图韦拉克人口变化图示

图韦拉克于2022年1月1日时的人口数量为572人。

## 交通
法国国道N10线和夏朗德省省道D2线、D14线、D131线经过境内。